# Кісо (річка)
Кісо (яп. 木曽川, Kiso-gawa)  — річка в регіоні Тюбу в Японії довжиною приблизно 229 км (142 милі), що протікає через  префектури Нагано, Гіфу, Айчі та Міє, перш ніж впадає в затоку Ісе неподалік від міста Нагоя.  Це головна річка Трьох річок Кісо (разом з річками Ібі та Нагара), яка утворює більшу частину рівнини Нобі. Долина навколо верхньої частини річки утворює долину Кісо.
Частини річки Кісо іноді називають Японським Рейном через його схожість з Рейном у Європі.

## Набережна річки Кісо
Набережна річки Кісо (яп. 木曽川堤, Kiso-gawa tsutsumi) була побудована в період Едо і простягається на 47 кілометрів між містами Інуяма та Ятомі для захисту від повеней. Після того, як частина цього насипу була відновлена після обвалу внаслідок рекордної повені у травні 1884 року, місцеві волонтери на прохання губернатора префектури Айті привезли 1800 саджанців сакури, які замінили японські червоні сосни, що раніше вистилали набережну. Серед цих сакур було багато незвичайних сортів, включаючи деякі дикорослі види вишні, і особливо виключаючи сорт Somei Yoshino, який став надзвичайно популярним по всій Японії. З 1927 року семикілометрову ділянку набережної між містами Ічіномія та Конан оголошено Національним місцем мальовничої краси та пам'ятником природи. Кількість вишневих дерев поступово зменшувалася через природне вимирання до менш ніж 400 до 2001 року, але місто Ічіномія провело масштабну кампанію з пересадки дерев, щоб повернути набережній її колишній вигляд. 

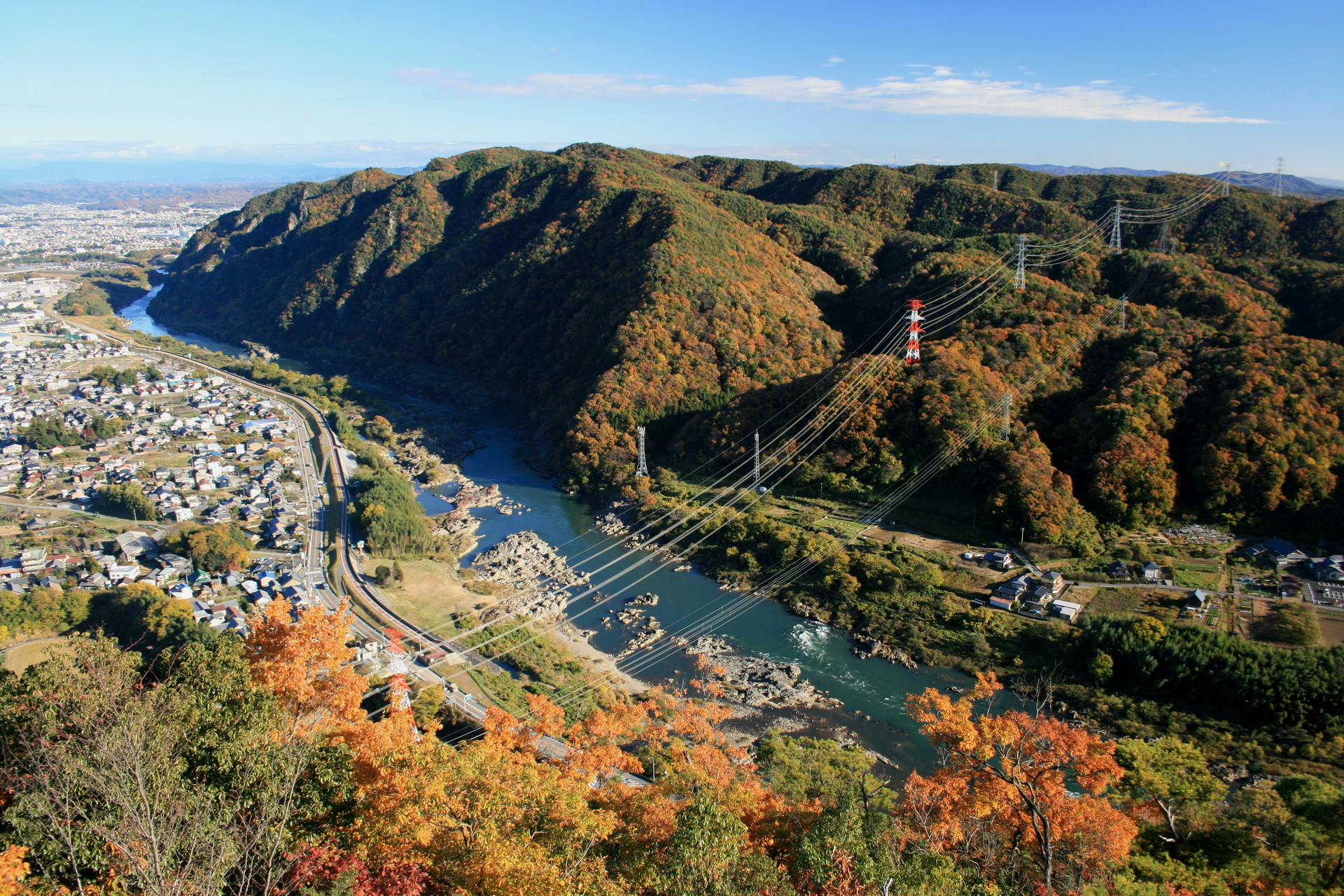
Вид Японський Рейн з замку Сарубамі

Інші ділянки річки Кісо в Інуямі, а також Какамігахара, Кані та Сакахогі в префектурі Гіфу були оголошені Національним мальовничим місцем у 1934 році.